# Haliclona coreana
Haliclona coreana är en svampdjursart som beskrevs av Kim och Thomas Robertson Sim 2004. Haliclona coreana ingår i släktet Haliclona och familjen Chalinidae.
Artens utbredningsområde är havet utanför Sydkorea. Inga underarter finns listade i Catalogue of Life.